# Molly Burnett
Molly Burnett, född 23 april 1988, är en amerikansk skådespelare.
Hon har bland annat medverkat i TV-serierna Law & Order: Special Victims Unit och Våra bästa år.

## Filmografi (i urval)
- 2008–2016 – Våra bästa år (TV-serie)
- 2022–2023 – Law & Order: Special Victims Unit (TV-serie)